# Pianello del Lario
Pianello del Lario är en ort och kommun i provinsen Como i regionen Lombardiet i Italien. Kommunen hade 1 042 invånare (2018).